# Manfred Lachs
 (juin 2019).
Si vous disposez d'ouvrages ou d'articles de référence ou si vous connaissez des sites web de qualité traitant du thème abordé ici, merci de compléter l'article en donnant les références utiles à sa vérifiabilité et en les liant à la section « Notes et références ».

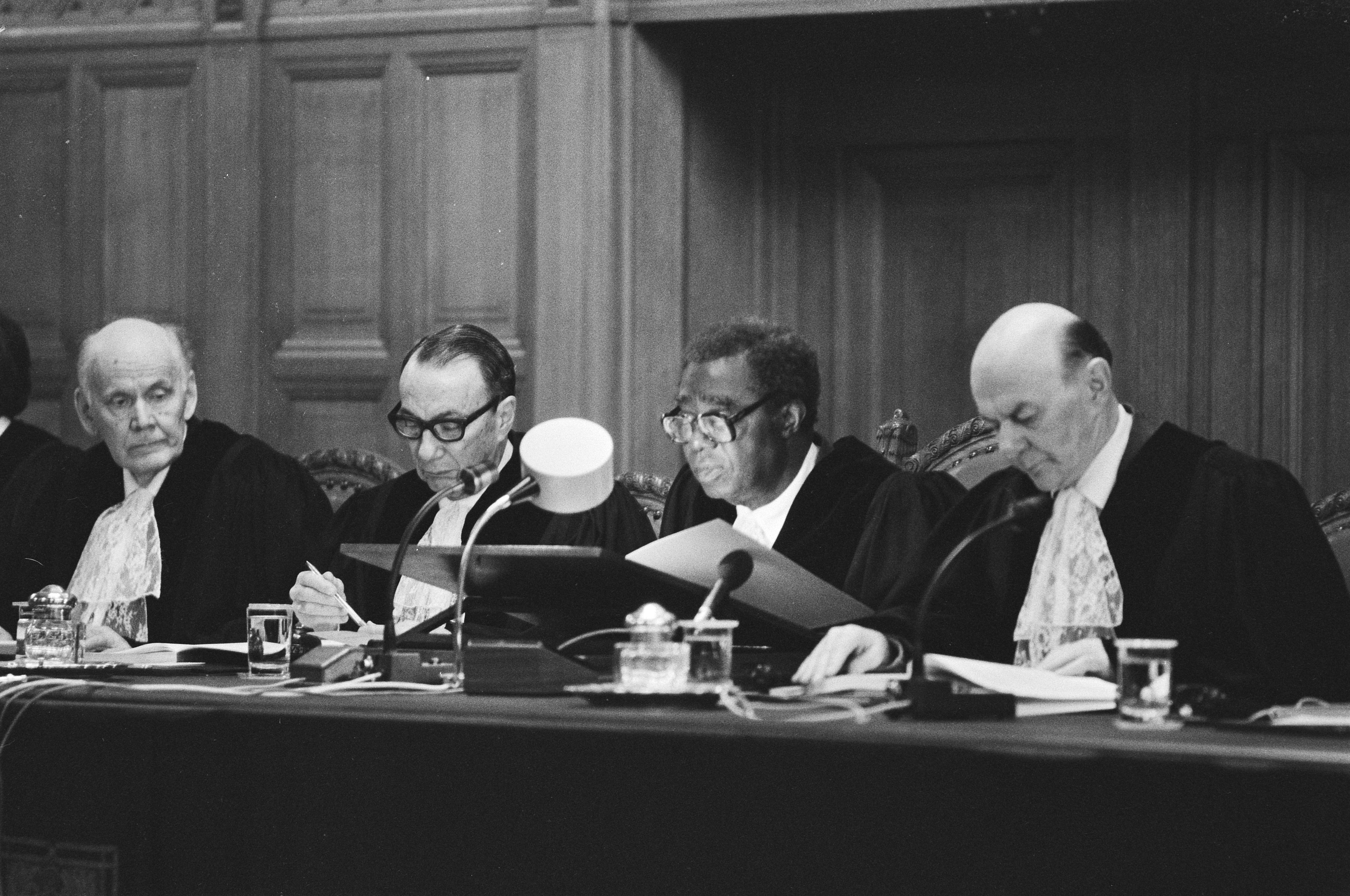
Cour internationale de justice (1984). Morozov, Sette Câmara, Taslim Olawale Elias (président) et Manfred Lachs

Manfred Lachs (né le 21 avril 1914 à Ivano-Frankivsk et mort le 14 janvier 1993 à La Haye) est un éducateur, diplomate et juriste polonais, qui sert le plus longtemps comme membre à la Cour internationale de justice (1967-1993 ; président 1973-1976) et qui est un chercheur en droit qui a une influence décisive sur le développement du droit international après la Seconde Guerre mondiale. 

## Biographie
Après avoir décroché un doctorat en droit de l'université Jagellonne de Cracovie (1937), il obtient rapidement un poste à l'Académie consulaire de Vienne puis à la London School of Economics de Londres. Après avoir fait son service militaire puis conseillé le gouvernement polonais en exil durant la guerre, il porte ses attentions et ses talents de juriste et de polyglotte au service des affaires étrangères de Pologne comme directeur au Département des traités et juridiction légales (1947-1960) puis de conseiller spécial du ministre (1960-1967). 
Représentant de son pays lors de la Conférence de Paris de 1946, il est pendant un certain temps délégué permanent aux Nations unies avant d'être élu en 1966 à la Cour internationale de justice. Aussi professeur de droit à l'université de Varsovie (1952-1993), il publie un nombre considérable d'ouvrages sur le droit international.

## Publications
- Manfred Lachs, Le monde de la pensée en droit international : théories et pratique, Paris, Éd. Economica, 1989, 263 p. (trad. de l'anglais par Gérard Losson)